# Потсдам (женский волейбольный клуб)
«Потсдам» (нем. «Potsdam») — немецкая женская волейбольная команда из одноимённого города. Входит в структуру спортивного клуба «Потсдам».

## Достижения
- двукратный серебряный (2022, 2023) и бронзовый (2019) призёр чемпионатов Германии.
- 3-кратный серебряный призёр Кубка Германии — 2021, 2023, 2024.
- обладатель Суперкубка Германии 2022.

## История
Женская волейбольная команда «Потсдам» была образована в 1996 году при спортивном клубе «Потсдам». До 2004 она играла в региональной лиге, а в сезоне 2004/05 дебютировала во 2-й бундеслиге чемпионата Германии, заняв 5-е место в дивизионе «Север». В 2007 «Потсдам» занял 1-е в своём дивизионе, но от повышения в классе отказался. Спустя два года команда повторила свой успех и с сезона 2009/10 выступает уже в 1-й бундеслиге. Первые три сезона среди сильнейших команд Германии «Потсдам» держался скромно, занимая 10—11-е места. С 2013 команда неизменно выходит в плей-офф, но 6 раз подряд неизменно заканчивала борьбу за медали на четвертьфинальной стадии. В 2019 «Потсдам» впервые выиграл медали, дойдя до полуфинала плей-офф, где уступил «Шверинеру», но в итоге стал бронзовым призёром чемпионата. В 2021 команда вновь дошла до полуфинала, а в 2022 и 2023 играла в финалах чемпионатов Германии, но оба раза уступала в решающей серии штутгартскому «Альянцу-МТВ» 2-3 и 1-3, соответственно. К «серебряному» успеху «Потсдам» приводил испанский тренер Г.Наранхо Эрнандес.
Дважды «Потсдам» играл и в финалах Кубка Германии, но оба раза уступал «Шверинеру». Первым победным турниром команды среди сильнейших клубов страны стал Суперкубок Германии 2022 года, когда «Потсдам» победил «Альянц-МТВ» 3:1.

## Спортивный клуб «Потсдам»
«Потсдам» — крупнейший мультиспортивный клуб Потсдама и земли Бранденбург, включающий секции по волейболу, лёгкой атлетике и бобслею. Основан в 1961 году.
СК «Потсдам» включает две женские волейбольные команды — «Потсдам» (1-я бундеслига чемпионата Германии), «Потсдам»-2 (2-я бундеслига — дивизион «Юг»), и мужскую команду, выступающую в дивизионе «Север» региональной лиги.
- Президент клуба — Торстен Борк.
- Менеджер секции волейбола — Лаура Манкопф.

## Арена

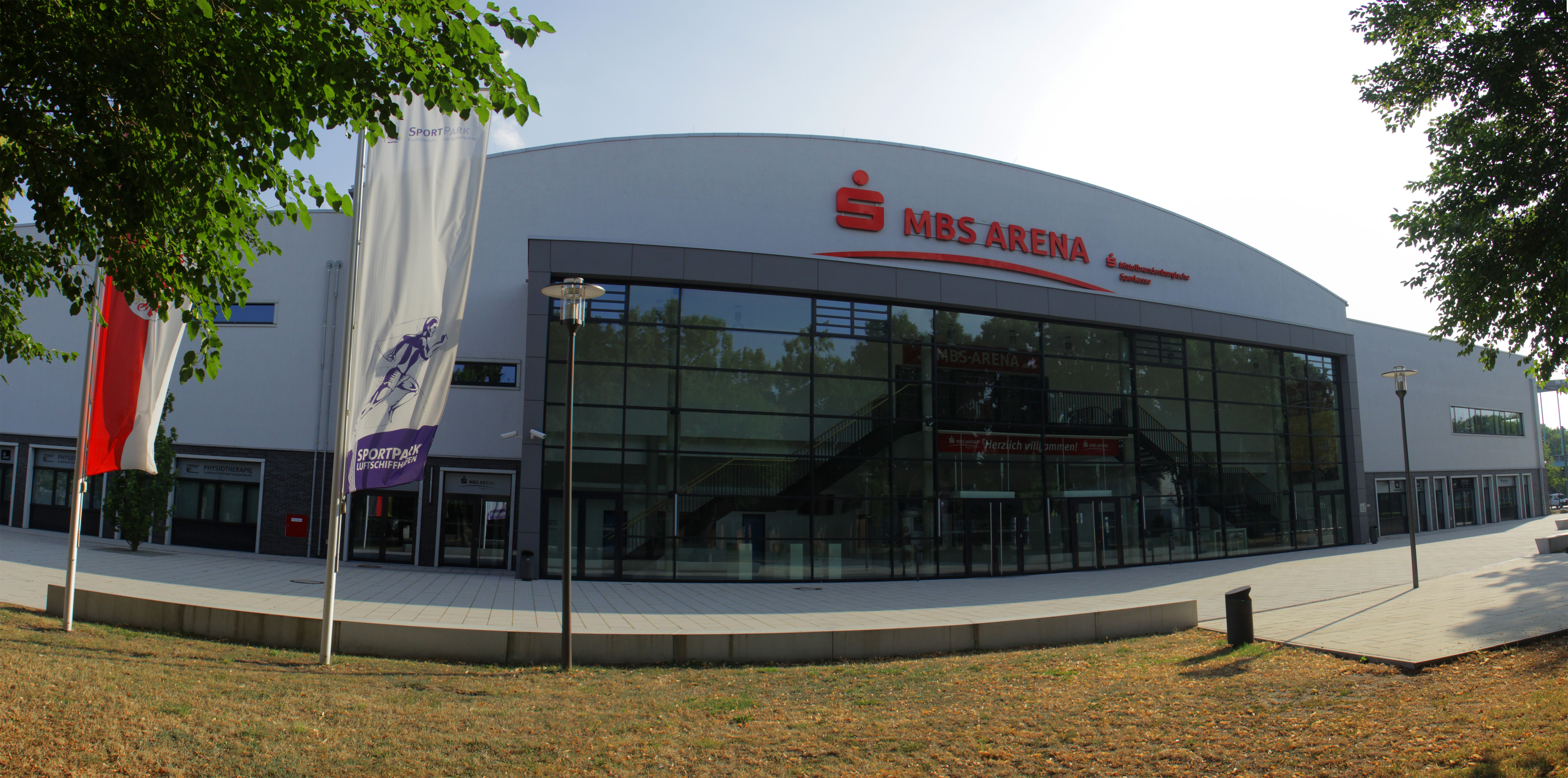
MBS Arena

Домашние матчи «Потсдам» проводит в многофункциональном спортивном зале «MBS Arena». Открыт 18 января 2012 года и назван в честь основного спонсора — банковской компании «Mittelbrandenburgische Sparkasse». Вместимость зрительских трибун — 2050 зрителей. Служит домашней ареной также для гандбольных команд, соревнований по дзюдо и проведения концертов и прочих культурных мероприятий.

## Сезон 2024—2025

### Переходы
Пришли: Л.Кирххофф («Берлин»), Дж. Эверт («УСК Мюнстер»), Э.Холтхаус, Ю.Бамба (обе — «Тюринген»), А.Насин, М.Бахман (обе — «Олимпия» Берлин), А.Каулберг («Астерикс-Аво», Бельгия), С.Старкс («Шамальер», Франция), Ж.Шоле (АЭК, Греция).
Ушли: Т.Таубнер, Б.Моррисетт, Дж. Вонг-Орантес, С.Кокконен, А.Штауц, Д.Гунчева, С.Штириц, Р.Бутерез, А.Цекулеф, Р.Ласаро, В.Джокич, Г.Кишш.

### Состав
| №  | Имя, фамилия       | Год рождения | Рост | Амплуа      | Гражданство |
| -- | ------------------ | ------------ | ---- | ----------- | ----------- |
| 2  | Лени Кирххофф      | 2005         | 170  | либеро      | Германия    |
| 3  | Даниэль Харбин     | 1995         | 185  | нападающая  | США         |
| 4  | Дженна Эверт       | 2000         | 178  | связующая   | США         |
| 5  | Миа Редман         | 2003         | 189  | нападающая  | Германия    |
| 6  | Элинор Холтхаус    | 2000         | 185  | нападающая  | США         |
| 7  | Алина Насин        | 2005         | 192  | центральная | Германия    |
| 8  | Мишель Бахман      | 2005         | 184  | нападающая  | Германия    |
| 9  | Анна Каулберг      | 2004         | 187  | центральная | Бельгия     |
| 10 | Юрика Бамба        | 1991         | 164  | либеро      | Япония      |
| 11 | Сабрина Старкс     | 2000         | 188  | центральная | США         |
| 12 | Лиза Зенгер        | 1998         | 176  | связующая   | Германия    |
| 13 | Шарлотт Киттельман | 2006         | 191  | нападающая  | Германия    |
| 24 | Жад Шоле           | 2000         | 182  | нападающая  | Франция     |

- Главный тренер —  Риккардо Боери.
- Тренеры —  Эдуардо Фабиан Ромеро,  Син Ёсида.